# Anatomie člověka

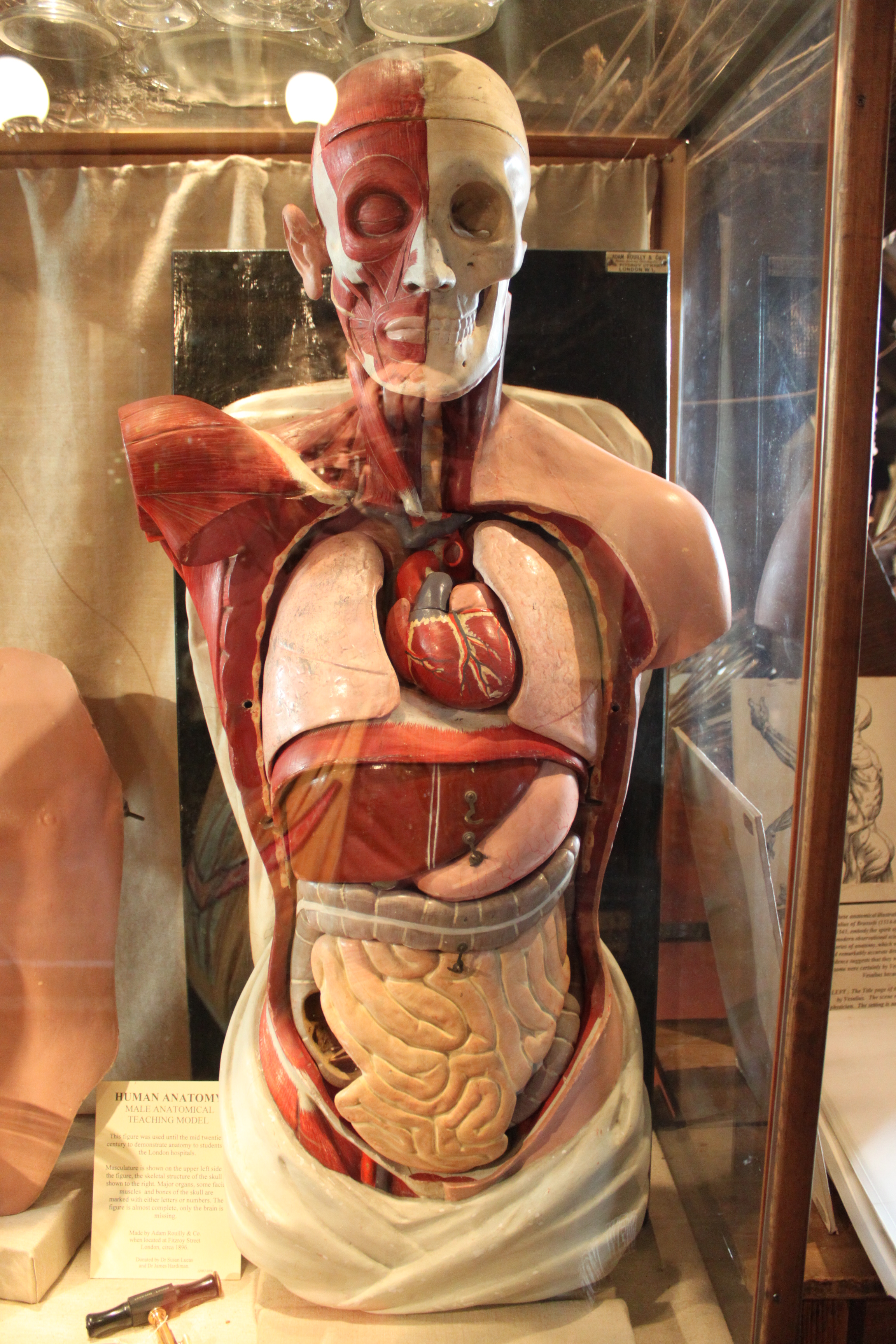
Anatomický model člověka

Anatomie člověka je obor medicíny a biologie zabývající se anatomií lidského těla. Zkoumá stavbu jeho orgánů a orgánových soustav. Lidské tělo je stejně jako těla ostatních živočichů tvořeno anatomickými soustavami, které jsou tvořeny orgány. Orgány jsou tvořeny tkáněmi, které se skládají z jednotlivých buněk a acelulárních struktur. Tkáně zkoumá histologie, buňky zkoumá cytologie.
Anatomie zkoumá struktury zdravého lidského těla, proto se někdy označuje jako „normální anatomie“. Patologickými změnami lidského těla se zabývá patologická anatomie. Anatomie může sloužit i jiným oborům, jako je umělecká anatomie nebo biometrie.

## Podobory anatomie člověka
- Makroskopická anatomie – věnuje se studiu struktur viditelných pouhým okem
- Mikroskopická anatomie – věnuje se studiu mikroskopických struktur
  - Cytologie – studuje buňky
  - Histologie – studuje tkáně
- Systémová (systematická) anatomie – zabývá se studiem jednotlivých systémů, resp. soustav lidského těla, jako např. nervová soustava, trávicí soustava aj.
- Topografická (regionální) anatomie – zabývá se anatomií určité části lidského těla, např. ruky, krku aj.
  - Praktická anatomie – také tzv. užitková anatomie, anatomie pro všeobecné medicínské účely
  - Klinická anatomie
    - např. radiologická anatomie – zabývá se studiem anatomie viditelné při jednotlivých radiologických zobrazovacích metodách;
    - např. chirurgická anatomie – studuje chirurgické přístupy
- Plastická, resp. umělecká anatomie – studuje proporce a vzhled lidského těla a změny v klidu a při pohybu
- Antropologická (srovnávací) anatomie – studuje stavbu těla a rozdíly v různě velkých populacích, změny v čase a prostoru
- Komparativní (srovnávací) anatomie – spíše obor obecné anatomie; zabývá se stavbou těla jednotlivých druhů živočichů a porovnáváním
- Embryologie – zabývá se vývojem lidského embrya
- Patologická anatomie – zabývá se změnami struktury (mikroskopickými i makroskopickými) spojenými s chorobami.

Anatomie se věnuje studiu a popisu makroskopických částí lidského těla. Je proto základem většiny dalších teoretických i praktických oborů medicíny, s nimiž se ve větší či menší míře prolíná. Z těch nejdůležitějších je třeba zmínit:
- Na molekulární a buněčné úrovni – biochemie, molekulární biologie, genetika, farmakologie.
- Na buněčné až tkáňové úrovni – histologie, patologická anatomie, cytologie, hematologie.
- Na orgánové a systémové úrovni – chirurgie, radiologie, vnitřní lékařství.

Zařazení do jednotlivých úrovní není striktní a většina medicínských oborů využívá poznatky od úrovně molekul až po orgánové systémy. Vzájemné mezioborové prolínání (často výrazné) je běžné a z hlediska praktické i teoretické medicíny mimořádně významné.

## Výzkum
Nejčastějším a zároveň nejstarším způsobem studia anatomie je pitva. V současnosti anatomie využívá při výzkumu i různé zobrazovací techniky s využitím rentgenového záření, ultrazvuku i technik magnetické rezonance. Při studiu drobných a mikroskopických objektů běžně používá lupu a mikroskop. Jelikož stavba lidského těla je úzce spjata s jeho funkcí, anatomie má velmi blízko k fyziologii.

### Anatomické výukové materiály
- Články, modely a videa na stránkách MEFANET Archivováno 25. 1. 2016 na Wayback Machine..
- Anatomie na wikiskriptech.
- Opakování latinských anatomických názvů na anatom.cz.
- HANZLOVÁ, Jitka a HEMZA, Jan. I. Základy anatomie pohybového ústrojí
- HANZLOVÁ, Jitka a HEMZA, Jan. II. Základy anatomie soustavy trávicí, žláz s vnitřní sekrecí a soustavy močopohlavní
- HANZLOVÁ, Jitka a HEMZA, Jan. III. Základy anatomie soustavy dýchací, srdečně-cévní, lymfatického systému, kůže a jejích derivátů
- HANZLOVÁ, Jitka a HEMZA, Jan. IV. Základy anatomie – nervový systém a čivy